# Meata fungiformis
Meata fungiformis is een spinnensoort in de taxonomische indeling van de springspinnen (Salticidae).
Het dier behoort tot het geslacht Meata. De wetenschappelijke naam van de soort werd voor het eerst geldig gepubliceerd in 1991 door Xiao & Chang-Min Yin.